# Aek Guo
Aek Guo is een bestuurslaag in het regentschap Mandailing Natal van de provincie Noord-Sumatra, Indonesië. Aek Guo telt 169 inwoners (volkstelling 2010).